# Kinder Bueno
Kinder Bueno é um wafer de chocolate com avelãs feito pela empresa de doces italiana Ferrero e fazendo parte da divisão da empresa pertencente a marca Kinder Chocolate.
Kinder Bueno foi lançado no ano de 1990 e está disponível em mais de 60 países. O chocolate é vendido em cada embalagem contendo duas, três, seis e até doze unidades.

## Produtos
- Kinder Bueno[3]
- Kinder Bueno Branco – Kinder Bueno coberto com chocolate branco e coberto com pedaços de merengue de cacau[4]
- Kinder Bueno sabor coco - Envolto de leite de coco com chocolate branco[5]
- Kinder Bueno Dark – Com chocolate amargo[6]
- Kinder Bueno Mini – Versão diminuída do sabor tradicional[7] Também disponível em caixas que vinham com os sabores de Kinder Bueno Mini clássico, escuro e branco.[8]
- Calendário do Advento Kinder Bueno - Edição de Natal contendo vários sabores distintos em uma caixa, tendo os sabores de Kinder Bueno Mini tradicional, juntamente com os sabores dark e branco[9][10]
- Ovos Kinder Bueno – Mini ovos de páscoa de chocolate[11]
- Sorvete Kinder Bueno - Sorvete de casquinha, disponível nos sabores clássico e chocolate branco[12][13]

## Contaminação por hidrocarbonetos aromáticos de óleo mineral
A Autoridade Europeia para a Segurança dos Alimentos descobriu que o chocolate estava contaminado com níveis elevados de hidrocarbonetos aromáticos de óleo mineral (MOAH), um provável agente cancerígeno. A contaminação por hidrocarbonetos é frequentemente causada por técnicas de processamento de grãos ou pela introdução nos alimentos a partir da embalagem do produto. A Ferrero, discordou da conclusão da EFSA, porém manteve todos os produtos contendo níveis abaixo dos máximos para consumo humano. Descobriu-se que outros produtos de chocolate continham níveis de contaminação semelhantes ou superiores.